# Sergei Sergejewitsch Lesnuchin
Sergei Sergejewitsch Lesnuchin (russisch Сергей Сергеевич Леснухин; * 9. Februar 1987 in Jaroslawl, Russische SFSR) ist ein russischer Eishockeyspieler, der seit August 2015 bei Neftjanik Almetjewsk in der Wysschaja Hockey-Liga unter Vertrag steht.

## Karriere
Sergei Lesnuchin begann seine Karriere als Eishockeyspieler in seiner Heimatstadt in der Nachwuchsabteilung von Lokomotive Jaroslawl, in der er von 2000 bis 2006 aktiv war. In der Saison 2005/06 gab der Flügelspieler parallel zum Spielbetrieb mit Jaroslawl sein Debüt im professionellen Eishockey für Disel Pensa in der Wysschaja Liga, der zweiten russischen Spielklasse. In der zweiten Liga spielte er auch anschließend von 2006 bis 2009 für Kristall Saratow sowie in der Saison 2009/10 für Juschny Ural Orsk.
Im Sommer 2010 erhielt Lesnuchin einen Vertrag bei Witjas Tschechow, für das er in der Saison 2010/11 in der Kontinentalen Hockey-Liga in 53 Spielen neun Tore erzielte und sechs Vorlagen gab.
Während des Expansion Draft am 17. Juni 2013 wurde Lesnuchin von Admiral Wladiwostok ausgewählt, kam aber bei Admiral nicht über die Rolle eines Ergänzungsspieler hinaus.
Ab Januar 2014 stand Lesnuchin beim HK Jugra Chanty-Mansijsk unter Vertrag, ehe er zur Saison 2015/16 zu Neftjanik Almetjewsk in die Wysschaja Hockey-Liga wechselte.

## KHL-Statistik
(Stand: Ende der Saison 2014/15)